# Campeonato Mundial de Cubo Mágico de 2007
O Campeonato Mundial de Cubo Mágico de 2007 foi o quarto Campeonato Mundial da modalidade.
A competição marcou o 25º aniversário do primeiro campeonato, e, tal como como a primeira competição, também aconteceu na cidade de Budapeste.
O campeonato durou três dias, e contou com a participação de 300 candidatos.
O inventor do cubo mágico - o húngaro Ernő Rubik - fez uma rara aparição no campeonato para distribuir os prêmios.
A curiosidade desta edição do torneio é que um robô, batizado de curbinator, também participou do campeonato.